# Mikołaj II Kulawy d’Este
Mikołaj II Kulawy d’Este (Niccolò II zw. Il Zoppo; ur. 17 maja 1338, zm. 26 marca 1388) – senior Ferrary, Modeny i Parmy od 1361 z rodu d’Este.

## Życiorys
Był synem Obizza III i Lippy Ariosto. Urodził się 17 maja 1338 roku. Po śmierci swego brata Aldobrandina III objął władzę nad Ferrarą, Modeną i Parmą. W 1371 roku zdobył od Feltrino Gonzagi Reggio. Wkrótce jednak utracił je na rzecz Bernabò Viscontiego, współrządcy Mediolanu. 
Wystawność życia dworu markizów Ferrary prowadzące do przeciążenia ludności rozmaitymi podatkami i daninami oraz nadużycia finansowe dyrektorów skarbu (fattori generali) doprowadziły pod koniec panowania Mikołaja II do rozruchów ludności. 3 maja 1385 roku lud miasta doprowadzony do rozpaczy nadużyciami skarbnika Tomasza z Tortony wdarł się do domu, w którym przechowywano księgi podatkowe, spalił je i zrabował mieszkanie znienawidzonego urzędnika. Tomasz schronił się na zamku Estów. Rebelianci, prowadzeni przez notariusza Francesco Montelino, dotarli pod bramę zamkową z okrzykami: Niech żyje markiz! Śmierć zdrajcy Tomaszowi!. Mikołaj II starał się uspokoić wzburzony tłum, jego brat Albert zszedł nawet w tym celu na ulicę. Niespodziewanie od strony miasta nadszedł nieświadomy wydarzeń syn markiza. Tłum pochwycił go jako zakładnika, grożąc śmiercią syna, jeśli markiz nie wyda Tomasza. Mikołaj II wolał poświęcić swego faworyta niż syna. Rebelianci rozsiekali Tomasza pod bramą zamkową.

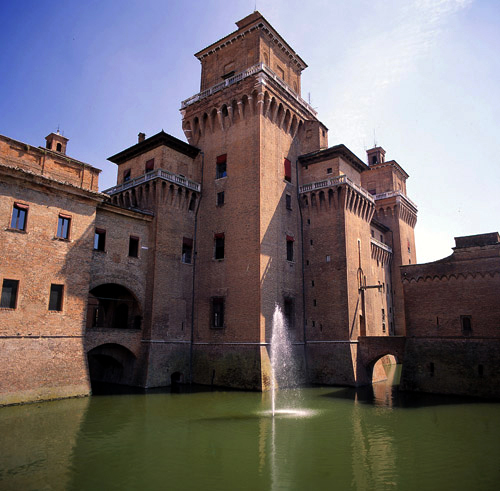
Castello Estense wzniesione w latach 1385-1388

Po wydarzeniach majowych Mikołaj II uznał dotychczasowy zamek położony w centrum miasta naprzeciw katedry za zbyt słabo umocniony i podjął kroki zmierzające do wzniesienia fortecy, zza murów której władcy Ferrary mogliby bezpiecznie spoglądać na miasto. Na nowy zamek wybrał miejsce obok murów miejskich, tak by w razie potrzeby mieszkańcy pałacu mogli wymknąć się z miasta. Pieniądze na budowę: 25.000 dukatów pożyczył u Franciszka I Gonzagi z Mantui. Nie mając z czego długu oddać nałożył na ludność jeszcze większe podatki niż dotąd. Kamień węgielny pod Castello Estenze położył w dzień św. Michała Albert d’Este. Z budową spieszono się do tego stopnia, że po szesnastu miesiącach zamek był gotowy. Pracę przy wznoszeniu  Castello Estense nadzorował Bartolino da Novara.

## Rodzina
Mikołaj II poślubił w lutym 1363 roku Verde della Scala, córkę Mastono [II] władcy Werony i jego żony Taddei da Carrara. Miał z nią dwoje dzieci:
- Taddeę d’Este (ur. 1365, zm. 23 listopada 1404 w Padwie), która 31 maja 1377 roku poślubiła Franciszka [II] „il Giovane” da Carrara, syna Franciszka [I] da Carrara władcy Padwy i jego żony Finy Buzzacavini. Jej mąż został władcą Padwy w 1392 roku.
- Rinalda d’Este (ur. 1371)